# انقطاع النفس النومي الطفولي
انقطاع التنفس النومي الطفولي هو مرض نادر يتميز بتوقف التنفس عند الرضيع لمدة 20 ثانية على الأقل أو لفترة وجيزة ترتبط ببطء معدل ضربات القلب وتغير لون الجلد والشحوب الشديد و/أو انخفاض قوة العضلات. يحدث انقطاع التنفس النومي اطفولي تحت سن الواحدة وهو أكثر شيوعًا لدى الأطفال الخُدج. تحدث أعراض انقطاع النفس الطفولي في أغلب الأحيان خلال مرحلة نوم حركة العين السريعة. يمكن الكشف عن طبيعة وشدة مشاكل التنفس لدى المرضى في دراسة النوم باستخدام جهاز قياس قياس الأوعية الذي يقيس موجات الدماغ ونبضات القلب وحركات الجسم وتنفس المريض طوال فترة النوم بالليل. يمكن أن يحدث انقطاع النفس عند الرضع بسبب المشاكل التنموية التي تؤدي إلى عدم نضوج جذع الدماغ أو بعض الحالات الطبية أخرى. ومع نمو الأطفال وتطورهم، لا يستمرهذا الخلل التنفسي لدى الأطفال. قد يرتبط توقف التنفس أثناء النوم عند الرُضع ببعض المتلازمات مثل متلازمة موت الرضيع المفاجئ ومع ذلك، فإن العلاقة بين انقطاع النفس عند الرضع ومتلازمة موت الرضيع المفاجئ غير معروفة.

## التصنيف
توجد ثلاث فئات رئيسية من انقطاع النفس المعروفة باسم انقطاع النفس المركزي، الانسدادي، والمختلط.

### انقطاع التنفس المركزي
يتميز انقطاع النفس المركزي بعدم وجود الاستجابة الكافية من المراكز التنفسية مثل النخاع المستطيل، مما يؤدي إلى ضعف التنسيق بين أنظمة الجسم الضرورية للتنفس. تفقد عضلات الجهاز التنفسي والأعصاب القدرة على تلقي ومعالجة إشارات الدماغ مما يتسبب في توقف جهود الجهاز التنفسي. يشيع انقطاع النفس المركزي بصورة كبيرة، ويمكن العثور عليها في الرضع الأصحاء على المدى الكامل لفترات قصيرة من الزمن قبل أن تستقر أنماط عملية التنفس في الرضع. يُعزى انقطاع النفس المركزي في الأطفال الخدج إلى خلل في الجهاز التنفسي مما يؤدي إلى انخفاض الاستجابة لمستويات أعلى من ثاني أكسيد الكربون وصعوبة في التنفس. قد تسبب الصدمة الرأسية أيضًا انقطاع النفس المركزي لأنها تتداخل مع الإشارات العادية للجهاز التنفسي المركزي، وهذا قد يكون موجودًا في الرضع الذين يعانون من سوء المعاملة، لذلك يجب أخذ هذا في الاعتبار عند التحقيق وأخذ التاريخ المرضي من أهل الرضيع.

### انقطاع النفس الانسدادي
يحدث انقطاع النفس الانسدادي عند انسداد ممرات مجرى الهواء مما ينشأ عنه تبادل ضعيف للغازات، مما يؤدي إلى ضعف التنفس. في بعض الحالات، تحدث تلك الحالة عندما يولد المرضى مع فتحات صغيرة أو ضيقة لمجرى الهواء. غالبًا ما يبذل المرضى الذين يعانون من انقطاع النفس الانسدادي جهدًا لأخذ الشهيق ولكنه لا يزال غير فعال بصورة كافية. عادةً ما ترتخي العضلات على مستوى الحلق أثناء النوم من أجل فتح مجرى الهواء ولكن تنخفض النغمة العضلية العصبية للعضلات المسؤولة عن توسع البلعوم أثناء النوم في المرضى الذين يعانون من انقطاع النفس الانسدادي. قد يسبب عدم قدرة الأحبال الصوتية على التحرك ووجود جسم غريب انقطاع النفس الانسدادي أيضًا. نادرًا ما تحدث حالات نوبات انقطاع النفس الانسدادي في الرضع الذين يتمتعون بصحة جيدة.

### انقطاع النفس المختلط
انقطاع النفس المختلط هو مزيج من العوامل المركزية والانسدادية. معظم الأطفال الخدج الذين يعانون من انقطاع النفس أثناء النوم لديهم انقطاع النفس المختلط.

## وبائيات
يرتفع خطر حدوث انقطاع التنفس النومي عند الأطفال عندما يولد الرضيع بوزن ولادة قليل أو ذو عمر حمل صغير. مع تقدم وحدات العناية المركزة لحديثي الولادة وزيادة التكنولوجيا المتاحة، أصبحت الولادة السابقة لأوانها تحظى بفرص أكبر في النجاح مقارنةً بالماضي. ومع زيادة عدد الأطفال الخدج الذين يولدون، يوجد أيضًا عدد أكبر من الأطفال الذين يعانون من انقطاع النفس النومي. يعاني حوالي 85 في المئة من الرضع الذين يولدون مع وزن أقل من 2.2 باوند من انقطاع التنفس النومي الطفولي في الشهر الأول بعد الولادة. وينخفض هذا الخطر إلى 25 في المائة للرضع الذين يقل وزنهم عن 5.5 باوند. وقد وجدت الدراسات أن ما يقرب من 2٪ من الأطفال يعانون من توقف التنفس أثناء النوم الانسدادي.